# Principauté de Pajang
XVe siècle – XVIe siècle
Entités précédentes :
- Royaume de Demak

Entités suivantes :
- Sultanat de Mataram

La principauté de Pajang se trouvait dans la région de la ville actuelle de Surakarta, dans le centre de l'île de Java en Indonésie. Les ruines du palais de Pajang se trouvent dans le village de Makamhaji près de la ville de Kartasura (7° 34′ 27″ S, 110° 47′ 08″ E).
On a peu de traces de cet État né dans une région extrêmement fertile. Au XVe siècle, c'était le siège d'une petite principauté hindouiste, Pengging. Selon la tradition javanaise, Sunan Kudus, un des Wali Sanga (les neuf propagateurs de la religion musulmane à Java), aurait conquis Pengging au nom de l'islam vers 1530.
D'autres légendes racontent que Jaka Tingkir, gendre du prince Trenggana de Demak et de la maison de Pengging, y aurait été envoyé par son beau-père pour administrer le territoire. À la mort de Trenggana en 1546, Jaka Tingkir aurait étendu son pouvoir dans le centre de Java. La tradition dit que Sunan Giri, un autre Wali Sanga, l'aurait intronisé en 1503 de l'ère Saka, soit en 1581 ou 1582 de notre ère, avec l'accord des principaux souverains musulmans de Java central et oriental, le faisant ainsi "sultan". Ce titre est un anachronisme puisque le premier souverain javanais à le prendre sera le souverain de Banten, Pangeran Ratu, en 1638. Jaka Tingkir serait mort vers 1587. Les sources qui le mentionnent sont postérieures.
Toujours aux yeux de la tradition javanaise, dans une optique de continuité dans la légitimité de la royauté, Pajang est considéré comme l'héritier de Demak, et le prédécesseur immédiat du royaume de Mataram.

## Sources
- Ricklefs, M. C., A History of Modern Indonesia since c. 1300